# Senior Advisor to the President of the United States

Logo van het Witte Huis

Senior Advisor to the President of the United States is de functietitel van de op een na hoogst geplaatste assistent van de president van de Verenigde Staten, een vice-president is de hoogst geplaatste assistent.  een Senior Advisor van de president behoort tot de Executive Office of the President.
Tijdens de regering van Bill Clinton waren er zes personen die dit ambt hebben bekleed: enkele noemenswaardige functiehouders onder president Clinton waren Rahm Emanuel en George Stephanopoulos. Tijdens het presidentschap van George W. Bush was Karl Rove een van de twee functiehouders. Onder president Barack Obama waren er zeven; David Axelrod was er een van. Onder president Donald Trump waren Jared Kushner en Stephen Miller Senior Advisors.

## Senior Advisors Bill Clinton (1993–2001)
| Senior Advisor        | Senior Advisor        | Senior Advisor               | Ambtstermijn     | Ambtstermijn     | Portefeuille(s)       | Partij |
| --------------------- | --------------------- | ---------------------------- | ---------------- | ---------------- | --------------------- | ------ |
|                       | Rahm Emanuel          | Rahm Emanuel (1959)          | 20 januari 1993  | 7 november 1998  | Politieke Zaken       | D      |
| Strategische Planning | Rahm Emanuel          | Rahm Emanuel (1959)          | 20 januari 1993  | 7 november 1998  |                       | D      |
| Overheidsbeleid       | Rahm Emanuel          | Rahm Emanuel (1959)          | 20 januari 1993  | 7 november 1998  |                       | D      |
|                       | George Stephanopoulos | George Stephanopoulos (1961) | 7 juni 1993      | 10 december 1996 | Strategische Planning | D      |
| Overheidsbeleid       | George Stephanopoulos | George Stephanopoulos (1961) | 7 juni 1993      | 10 december 1996 |                       | D      |
|                       | Sidney Blumenthal     | Sidney Blumenthal (1948)     | 19 augustus 1997 | 20 januari 2001  | Politieke Zaken       | D      |
| Communicatie          | Sidney Blumenthal     | Sidney Blumenthal (1948)     | 19 augustus 1997 | 20 januari 2001  |                       | D      |
| Overheidsbeleid       | Sidney Blumenthal     | Sidney Blumenthal (1948)     | 19 augustus 1997 | 20 januari 2001  |                       | D      |
|                       |                       | Doug Sosnik (1956)           | 7 november 1998  | 20 januari 2001  | Politieke Zaken       | D      |
| Strategische Planning |                       | Doug Sosnik (1956)           | 7 november 1998  | 20 januari 2001  |                       | D      |
| Overheidsbeleid       |                       | Doug Sosnik (1956)           | 7 november 1998  | 20 januari 2001  |                       | D      |
|                       |                       | Joel Johnson (1961)          | 20 mei 1999      | 20 januari 2001  | Communicatie          | D      |
| Overheidsbeleid       |                       | Joel Johnson (1961)          | 20 mei 1999      | 20 januari 2001  |                       | D      |

## Senior Advisors George W. Bush (2001–2009)
| Senior Advisor        | Senior Advisor | Senior Advisor       | Ambtstermijn     | Ambtstermijn     | Portefeuille(s) | Partij |
| --------------------- | -------------- | -------------------- | ---------------- | ---------------- | --------------- | ------ |
|                       | Karl Rove      | Karl Rove (1950)     | 20 januari 2001  | 1 september 2007 | Politieke Zaken | R      |
| Strategische Planning | Karl Rove      | Karl Rove (1950)     | 20 januari 2001  | 1 september 2007 |                 | R      |
| Communicatie          | Karl Rove      | Karl Rove (1950)     | 20 januari 2001  | 1 september 2007 |                 | R      |
|                       | Barry Jackson  | Barry Jackson (1960) | 1 september 2007 | 20 januari 2009  | Politieke Zaken | R      |
| Strategische Planning | Barry Jackson  | Barry Jackson (1960) | 1 september 2007 | 20 januari 2009  |                 | R      |
| Communicatie          | Barry Jackson  | Barry Jackson (1960) | 1 september 2007 | 20 januari 2009  |                 | R      |

## Senior Advisors Barack Obama (2009–2017)
| Senior Advisor     | Senior Advisor  | Senior Advisor         | Ambtstermijn    | Ambtstermijn    | Portefeuille(s)              | Partij |
| ------------------ | --------------- | ---------------------- | --------------- | --------------- | ---------------------------- | ------ |
|                    | Valerie Jarrett | Valerie Jarrett (1956) | 20 januari 2009 | 20 januari 2017 | Intergouver- nementele Zaken | D      |
| Burgerparticipatie | Valerie Jarrett | Valerie Jarrett (1956) | 20 januari 2009 | 20 januari 2017 |                              | D      |
|                    | Pete Rouse      | Pete Rouse (1946)      | 20 januari 2009 | 1 oktober 2010  | Strategische Planning        | D      |
|                    | David Axelrod   | David Axelrod (1955)   | 20 januari 2009 | 10 januari 2011 | Politieke Zaken              | D      |
| Communicatie       | David Axelrod   | David Axelrod (1955)   | 20 januari 2009 | 10 januari 2011 |                              | D      |
|                    | David Plouffe   | David Plouffe (1967)   | 10 januari 2011 | 25 januari 2013 | Politieke Zaken              | D      |
| Communicatie       | David Plouffe   | David Plouffe (1967)   | 10 januari 2011 | 25 januari 2013 |                              | D      |
|                    | Daniel Pfeiffer | Daniel Pfeiffer (1975) | 25 januari 2013 | 6 maart 2015    | Politieke Zaken              | D      |
| Communicatie       | Daniel Pfeiffer | Daniel Pfeiffer (1975) | 25 januari 2013 | 6 maart 2015    |                              | D      |
|                    | Brian Deese     | Brian Deese (1978)     | 6 maart 2015    | 20 januari 2017 | Klimaatbeleid                | D      |
| Energiebeleid      | Brian Deese     | Brian Deese (1978)     | 6 maart 2015    | 20 januari 2017 |                              | D      |
|                    | Shailagh Murray | Shailagh Murray (1965) | 3 april 2015    | 20 januari 2017 | Communicatie                 | D      |

## Senior Advisors Donald Trump (2017–2021)
| Senior Advisor   | Senior Advisor  | Senior Advisor         | Ambtstermijn    | Ambtstermijn    | Portefeuille(s)       | Partij(en)     |
| ---------------- | --------------- | ---------------------- | --------------- | --------------- | --------------------- | -------------- |
|                  | Jared Kushner   | Jared Kushner (1981)   | 20 januari 2017 | 20 januari 2021 | Strategische Planning | O (tot 2018)   |
|                  | Jared Kushner   | Jared Kushner (1981)   | 20 januari 2017 | 20 januari 2021 | Strategische Planning | R (vanaf 2018) |
|                  | Stephen Miller  | Stephen Miller (1985)  | 20 januari 2017 | 20 januari 2021 | Overheidsbeleid       | R              |
|                  | Ivanka Trump    | Ivanka Trump (1981)    | 20 januari 2017 | 20 januari 2021 | Ondernemerschap       | D (tot 2018)   |
|                  | Ivanka Trump    | Ivanka Trump (1981)    | 20 januari 2017 | 20 januari 2021 | Ondernemerschap       | R (vanaf 2018) |
|                  | Kevin Hassett   | Kevin Hassett (1962)   | 15 april 2020   | 20 januari 2021 | Economisch Beleid     | R              |
|                  | Eric Herschmann | Eric Herschmann (1962) | 3 augustus 2020 | 20 januari 2021 | Politieke Zaken       | R              |
| Juridisch Beleid | Eric Herschmann | Eric Herschmann (1962) | 3 augustus 2020 | 20 januari 2021 |                       | R              |

## Senior Advisors Joe Biden (2021–2025)
| Senior Advisor | Senior Advisor       | Senior Advisor              | Ambtstermijn     | Ambtstermijn    | Portefeuille(s)              | Partij |
| -------------- | -------------------- | --------------------------- | ---------------- | --------------- | ---------------------------- | ------ |
|                | Mike Donilon         | Mike Donilon (1959)         | 20 januari 2021  | 20 januari 2025 | Politieke Zaken              | D      |
|                | Anita Dunn           | Anita Dunn (1958)           | 20 januari 2021  | 20 januari 2025 | Communicatie                 | D      |
|                | Cedric Richmond      | Cedric Richmond (1973)      | 20 januari 2021  | 18 mei 2022     | Burgerparticipatie           | D      |
|                | Gene Sperling        | Gene Sperling (1958)        | 15 maart 2021    | 20 januari 2025 | Coronabeleid                 | D      |
|                | Neera Tanden         | Neera Tanden (1970)         | 20 mei 2021      | 20 januari 2025 | Volksgezondheid Beleid       | D      |
| Digitale Zaken | Neera Tanden         | Neera Tanden (1970)         | 20 mei 2021      | 20 januari 2025 |                              | D      |
|                | Mitch Landrieu       | Mitch Landrieu (1960)       | 15 november 2021 | 25 januari 2025 | Infrastructuur               | D      |
|                | Julie Rodriguez      | Julie Rodriguez (1979)      | 15 juni 2022     | 20 januari 2025 | Intergouver- nementele Zaken | D      |
|                | Keisha Lance Bottoms | Keisha Lance Bottoms (1970) | 1 juli 2022      | 20 januari 2025 | Burgerparticipatie           | D      |
|                | John Podesta         | John Podesta (1949)         | 1 september 2022 | 20 januari 2025 | Groene Energie               | D      |

## Senior Advisors Donald Trump (2025–heden)
| Senior Advisor | Senior Advisor | Senior Advisor | Ambtstermijn    | Ambtstermijn | Portefeuille(s) | Partij(en) |
| -------------- | -------------- | -------------- | --------------- | ------------ | --------------- | ---------- |
|                |                | Micah Ketchel  | 20 januari 2025 | heden        | Overheidsbeleid | R          |